# Ramal F7 del Ferrocarril Belgrano
El Ramal F7 es un ramal ferroviario Industrial (Portuario) y pertenece al Ferrocarril General Belgrano

## Ubicación y Características
Es un ramal secundario de la red de Trocha Angosta del Ferrocarril General Belgrano, cuya extensión es de solo 6 km entre el Ramal F1 que une Santa Fe con Rosario y Puerto General San Martín ,Corre paralelo a la calle Presidente Perón hasta la calle Presidente Yrigoyen, en el cual se empalma con un ramal industrial de Trocha Ancha perteneciente al Ferrocarril Mitre ,quedando por pocos metros como un ramal Bi-Trocha